# マルグリット (ブロワ女伯)
ブロワ女伯マルグリット（フランス語：Marguerite, comte de Blois, 1170年ごろ - 1230年7月12日）は、ブロワ女伯（在位：1218年 - 1230年）。

## 生涯
マルグリットはブロワ伯ティボー5世とアリックス・ド・フランスの間に生まれた。
マルグリットは3度結婚した。最初にモンミライユ領主ユーグ・ドワジーと結婚した。2度目にブルゴーニュ伯オトン1世と結婚し、2人の娘が生まれた。
- ジャンヌ1世（1191年 - 1205年） - ブルゴーニュ女伯
- ベアトリス2世（1193年 - 1231年） - ブルゴーニュ女伯

最後に、ゴーティエ2世・ダヴェーヌと結婚し、以下の子女が生まれた。
- ティボー - 早世
- マリー（1200年 - 1241年）[2] - ブロワ女伯
- イザベル - オワジーおよびモンミライユ領主ジャンと結婚